# Junín megye (Peru)
Junín megye Peru egyik megyéje, az ország középső részén található. Székhelye Huancayo.

## Földrajz
Junín megye Peru középső részén helyezkedik el. Területén az Andok hegyláncai húzódnak keresztül, ezért a domborzat igen változatos. A lakosság jelentős része a Mantaro folyó völgyében sűrűsödik, de fontos termelési központok még a Chanchamayo, a Perené és a Satipo völgyei is. A megye északon Pasco, északkeleten Ucayali, keleten Cusco, délen Ayacucho és Huancavelica, nyugaton pedig Lima megyével határos.

### Tartományai
A megye 9 tartományra van osztva:
- Chanchamayo
- Chupaca
- Concepción
- Huancayo
- Jauja
- Junín
- Satipo
- Tarma
- Yauli

## Népesség
A megye népessége a közelmúltban folyamatosan növekedett:
| Év   | Lakosság  |
| ---- | --------- |
| 1940 | 338 502   |
| 1961 | 521 210   |
| 1972 | 696 641   |
| 1981 | 852 238   |
| 1993 | 1 035 841 |
| 2007 | 1 225 474 |

## Képek

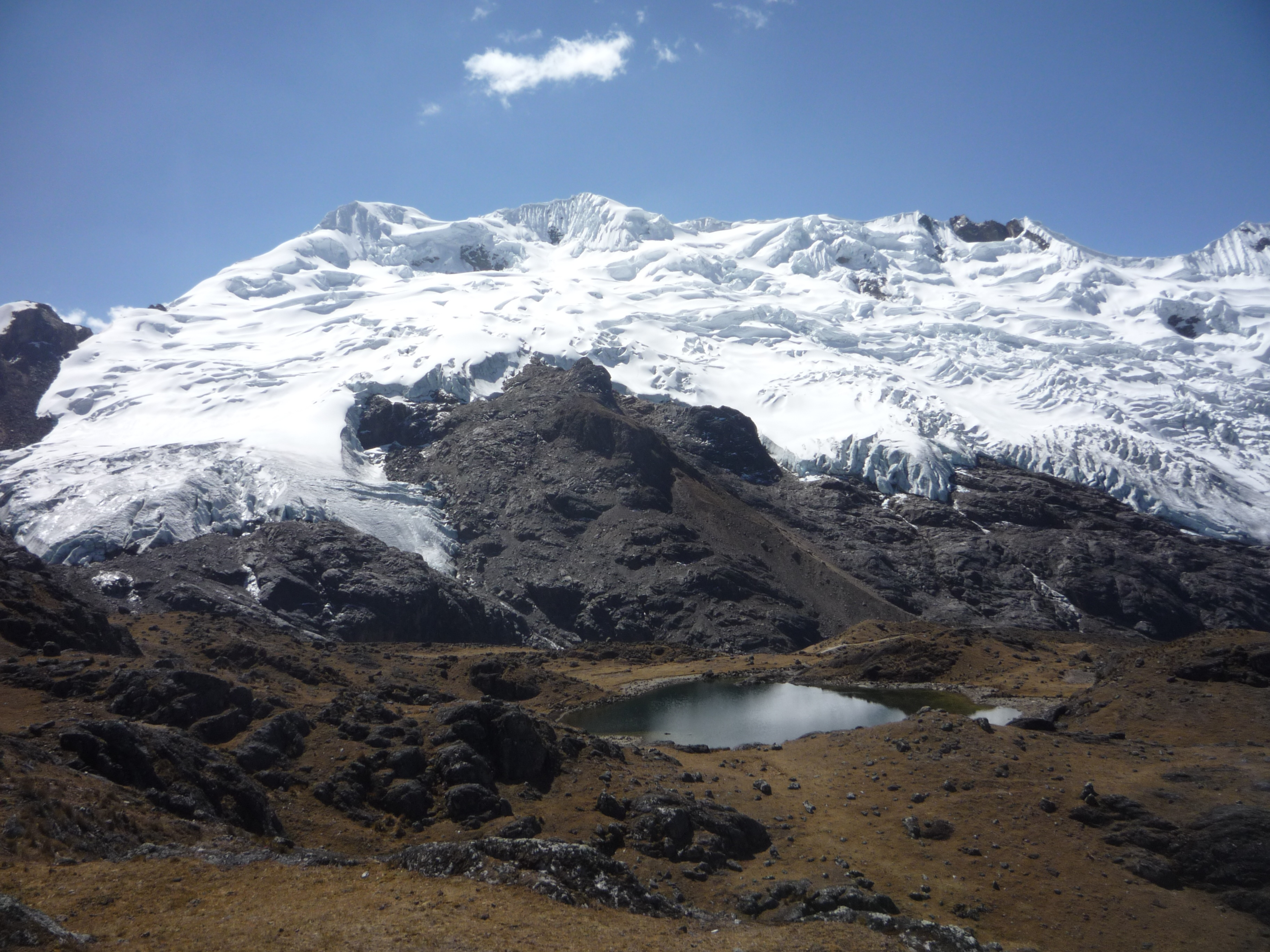
A Huaytapallana hegy
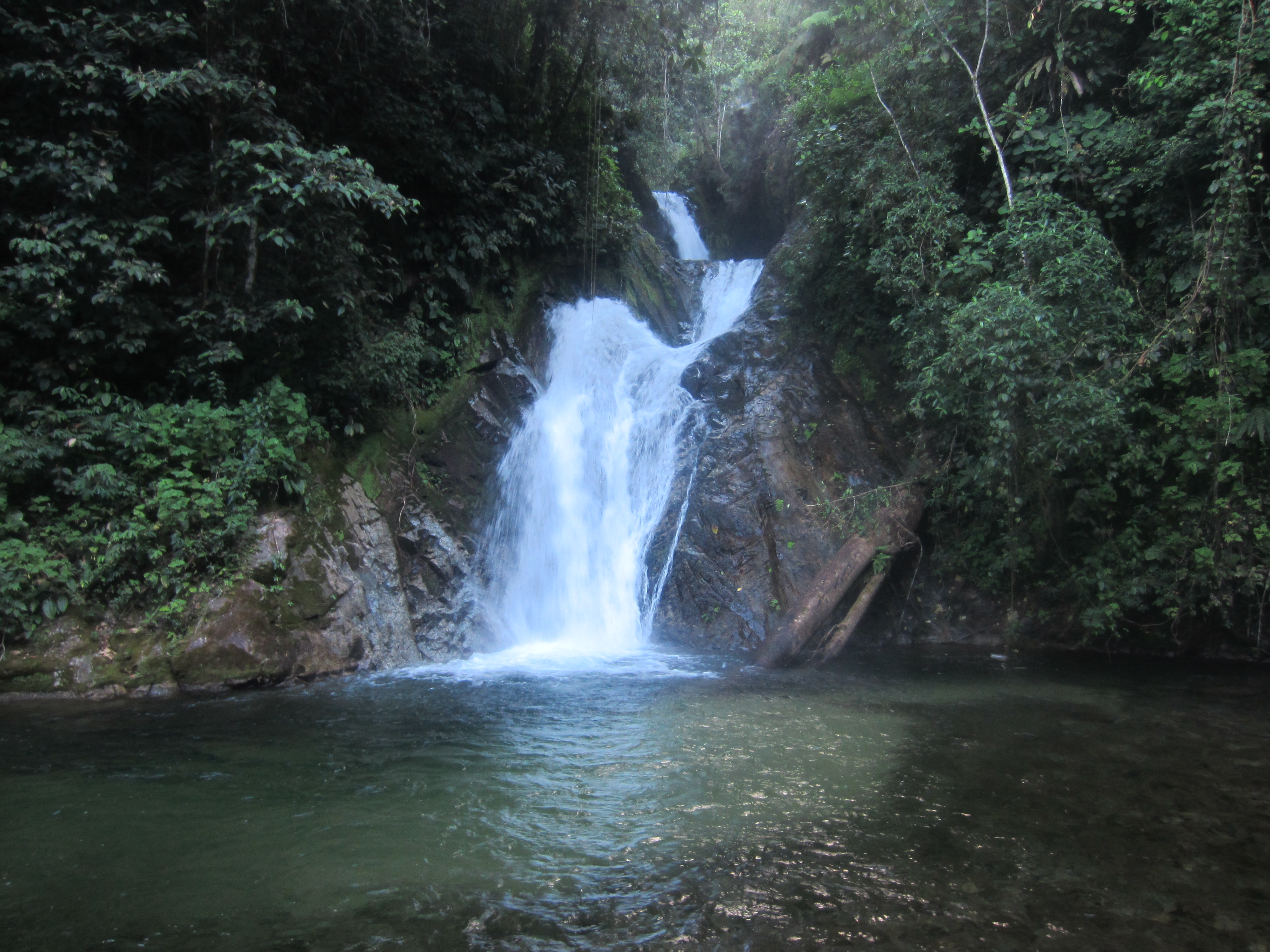
A Cristal-vízesés
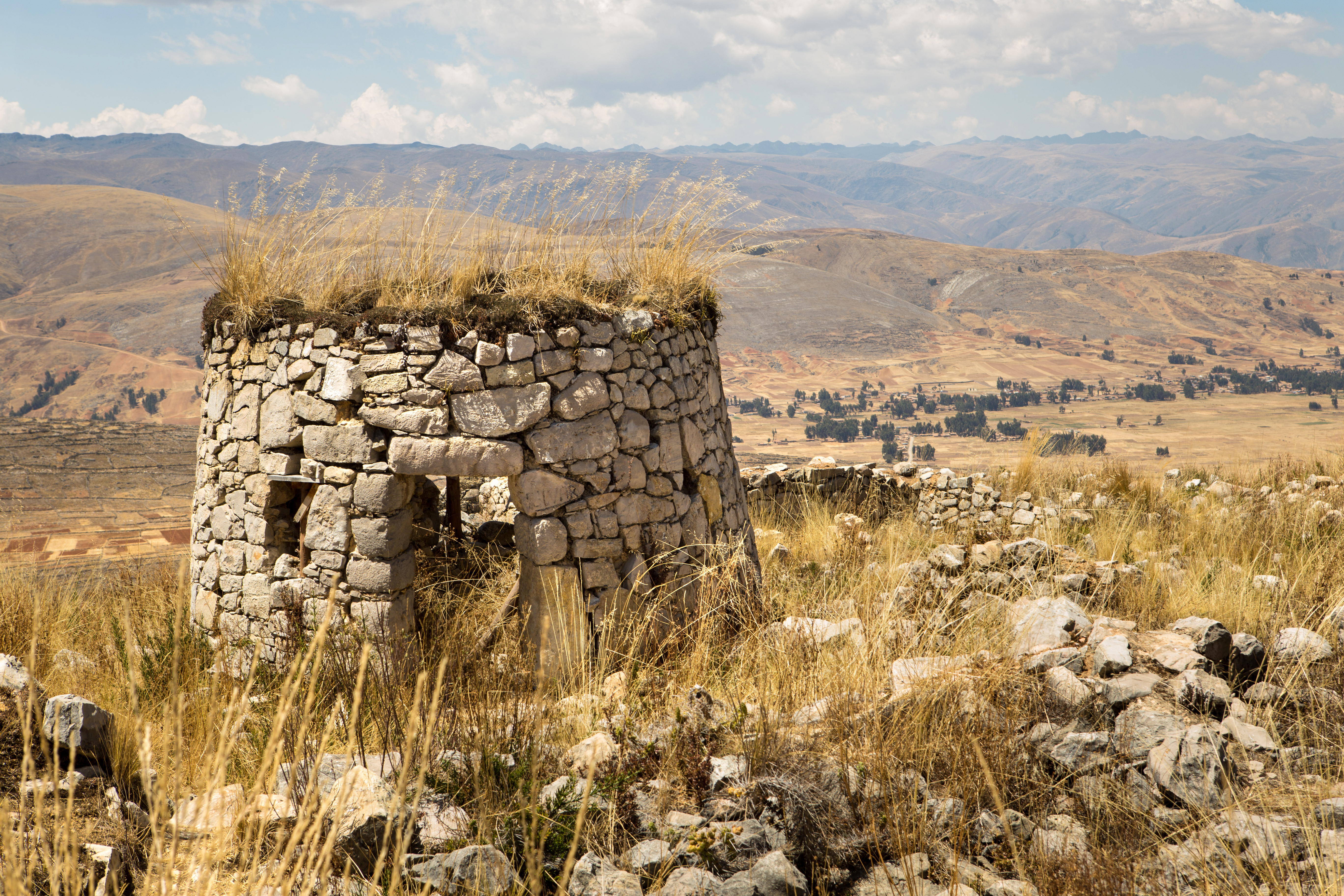
A Tunanmarca régészeti lelőhely
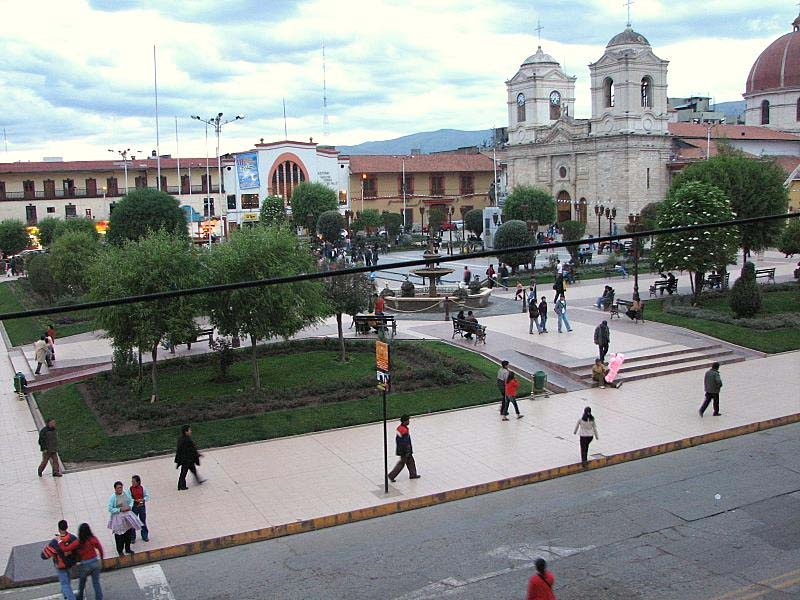
Huancayo belvárosa a székesegyházzal